# Belgrádi Állatkert
A Belgrádi Állatkert egy Belgrád központjában található állatkert. Elnevezése (szerbül Beogradski vrt dobre nade) magyarul Jó Reménység kert.
Az állatkertet 1936-ban alapították 3,5 hektár területen. A második világháborúig területét folyamatosan növelték 14 hektárnyira. Két alkalommal érte bombázás először 1941-ben, majd pedig 1944-ben, melynek következtében szinte a teljes állatsereglet elpusztult. Két állat élte túl a háborút, egy víziló és a ma is élő aligátor. Ezt az aligátort tartják a legidősebbnek faján belül. Pontos életkora rejtély, mivel 1937-ben felnőtt állatként érkezett egy németországi állatkertből.
Az állatkert területe jelenleg 7 hektár, állatállományát 270 faj közel 2000 egyede alkotja. A jelenlegi igazgató kinevezésekor 1986-ban az állatkert nagyon rossz állapotban volt. Az intézménynek sikerült túlélni azt a nehéz időszakot, jelenleg az egyik legjobban rendezett része Belgrádnak.